# Senatorski Klub Narodowy
Senatorski Klub Narodowy – klub powstały w Senacie RP VI kadencji w dniu 12 grudnia 2006.
Został założony przez wszystkich senatorów wchodzących dotychczas w skład Klubu Parlamentarnego Ligi Polskich Rodzin i wybranych z ramienia tego ugrupowania w wyborach parlamentarnych w 2005. Istniał do końca kadencji w niezmienionym składzie. Po powołaniu klubu Waldemar Kraska i Janusz Kubiak związali się z Ruchem Ludowo-Narodowym, Adam Biela i Mieczysław Maziarz przystąpili do Prawicy Rzeczypospolitej, z LPR odeszli także Ryszard Bender i Jan Szafraniec; w partii tej do końca kadencji pozostał jedynie Ludwik Zalewski.
W wyborach w 2007 wszyscy senatorowie SKN ubiegali się o reelekcję – członkowie Prawicy i LPR z ramienia swoich partii, a pozostali z ramienia Prawa i Sprawiedliwości. Mandaty z ramienia PiS uzyskali Ryszard Bender i reprezentujący RLN Waldemar Kraska.

## Senatorowie SKN
- Ryszard Bender (przewodniczący), okręg lubelski
- Adam Biela (wiceprzewodniczący), okręg chełmski
- Jan Szafraniec (wiceprzewodniczący), okręg białostocki
- Waldemar Kraska (sekretarz), okręg siedlecki
- Janusz Kubiak, okręg pilski
- Mieczysław Maziarz, okręg rzeszowski
- Ludwik Zalewski, okręg białostocki